# Songs of Praise (Vaughan Williams)
Songs of Praise è un libro di inni del 1925 curato da Percy Dearmer, Martin Shaw e Ralph Vaughan Williams.

## Storia editoriale
Il famoso English Hymnal del 1906 veniva considerato troppo da "chiesa alta" da molte persone e fu indicato un nuovo libro su linee più ampie. Inizialmente doveva essere chiamato Songs of the Spirit ma alla fine il titolo fu cambiato in Songs of Praise, dall'inno di J. Montgomery, Songs of Praise the angels sang. (p. 279) Musicalmente sono deliberatamente omessi diversi brani di inni vittoriani e sostituiti con brani "modali" di Shaw e Gustav Holst e discanti di Vaughan Williams e del fratello di Martin Shaw, Geoffrey Shaw.
Gli editori speravano che il libro sarebbe stato trovato adatto ai bambini e questo si rivelò corretto. Molte autorità scolastiche utilizzarono il libro e il carattere nazionale di Songs of Praise fu affermato e il libro fu adottato da diverse chiese. Autorità educative ed altri hanno iniziato a insistere per l'inserimento di ulteriori inni. Nel 1929 la questione dell'ampliamento era diventata urgente e fu formato un comitato speciale per fare il lavoro. Oltre ai tre redattori includeva Canon Briggs, Noel Burghes, Canon Dwelly, Dr R.C. Gillie, la signora Maxtone Graham (Jan Struther) e il signor W. Charter Piggott. La signora Martin Shaw fu la segretaria. (Pagg .282–3) Nel 1931 fu pubblicata questa seconda edizione ampliata, che includeva per la prima volta l'inno "Morning Has Broken".
Nel 1933 Songs of Praise Discussed di Percy Dearmer fu pubblicato dalla Oxford University Press. Questa è un'edizione commentata inestimabile sulla letteratura degli inni e fornisce alcune letture divertenti. (p. 286) Note sulla musica sono state fornite da Archibald Jacob.
Nel corso del XX secolo fu ampiamente utilizzato nelle scuole del Regno Unito.